# ヘイロフスキー (小惑星)
ヘイロフスキー (3069 Heyrovsky) は小惑星帯の小惑星である。1982年10月16日、チェコのクレチ天文台 (Hvězdárna Kleť) のズデニカ・ヴァーヴロヴァー (Zdeňka Vávrová) が発見した。
名前はチェコのプラハ出身の分析化学者で、ポーラログラフィーの原理を発見し1959年にノーベル化学賞を受賞したヤロスラフ・ヘイロフスキーに因んで命名された。